# KBS 뉴스타임
《KBS 뉴스타임》은 KBS 2TV의 뉴스 프로그램이다.
- KBS 뉴스타임 (1500)
- KBS 뉴스타임 (1800)
- KBS 뉴스타임 (2150)
- KBS 뉴스타임 (주말)
- KBS 8 뉴스타임
- KBS 아침뉴스타임
- KBS 일요뉴스타임
- KBS 6시 뉴스타임
- 지구촌 뉴스
- KBS 월드뉴스 (KBS 2TV)
- KBS 글로벌 24
- KBS 월드 24
- KBS 경제타임
- 통합뉴스룸ET
- 스포츠타임